# 切牌
在塔羅牌中，切牌是很多牌陣中都會使用到的一張牌，由問卜者親自把占卜者洗好的牌疊中間分成兩小疊再掉轉疊好，切開的地方，亦即新牌疊中最底的一張就稱為切牌，主要顯示出問卜者當時的狀況。在情況容許下，用上指示牌代替會得到更佳的占卜效果。但這個不是一個必須的程序，在解讀牌陣其他牌的時候也不會有太多阻礙。